# Steve Hunter
Steve Hunter (Decatur, 14 giugno 1948) è un chitarrista statunitense.
Ha suonato con numerosi artisti, tra i quali Alice Cooper e Lou Reed. Ha collaborato anche con gli Aerosmith, Julian Lennon e Jason Becker.

## Discografia (parziale)

### Con Alice Cooper

#### Album studio
- 1973 - Billion Dollar Babies
- 1975 - Welcome to My Nightmare
- 1976 - Alice Cooper Goes to Hell
- 1977 - Lace and Whiskey
- 2011 - Welcome 2 My Nightmare

#### Live
- 1977 - The Alice Cooper Show

### Con Lou Reed

#### Album studio
- 1973 - Berlin

#### Live
- 1974 - Rock N Roll Animal
- 1975 - Lou Reed Live

### Con Peter Gabriel
- 1977 - Peter Gabriel

### Con Julian Lennon
- 1991 - Help Yourself

### Con David Lee Roth
- 1991 - A Little Ain't Enough
- 1994 - Your Filthy Little Mouth

### Con Jason Becker
- 1996 - Perspective

### Solista
- 1977 - Swept Away
- 1989 - The Deacon